# モエギハコガメ
モエギハコガメ（萌黄箱亀、Cuora galbinifrons）は、爬虫綱カメ目イシガメ科ハコガメ属に分類されるカメ。

## 分布
C. g. galbinifrons　ベトナムモエギハコガメ
中華人民共和国（雲南省、海南省、広東省、広西チワン族自治区）、ベトナム北部
C. g. bourreti　ラオスモエギハコガメ
カンボジア北西部、ベトナム中部、ラオス南部
C. g. picturata　カンボジアモエギハコガメ
カンボジア、ベトナム南部

## 形態
最大甲長19.8センチメートル。雌雄であまり甲長は変わらない。背甲はドーム状に盛り上がり、中央部よりもやや後方で最も甲高が高くかつ幅広い。項甲板は小型で、細長い楔形。
腹甲は大型で、切れこみが入らない。左右の肛甲板の継ぎ目（シーム）が磨耗することが多く、癒合したように見える。蝶番は属内でも発達し、腹甲を折り曲げて背甲との隙間を完全に閉じることができる。
頭部は中型かやや大型。吻端はあまり突出せず、上顎の先端は鉤状に弱く尖る（成体では磨耗する個体もいる）。頭部の色彩は黄色や暗黄色、灰褐色で、緑を帯びる個体もいる。種小名galbinifronsは「黄緑色の前頭部」の意で、和名（モエギ＜萌葱、萌黄＞＝黄緑色）も頭部の色彩に由来する。
卵は長径5.7センチメートル、短径2.8センチメートルの楕円形で、殻は白く硬い。孵化直後の幼体は甲長4.5-5センチメートル。幼体は椎甲板にあまり発達しない筋状の盛り上がり（キール）があり、孵化直後の幼体は後部縁甲板の外縁が弱く鋸状に尖る。キールや縁甲板の突起は成長に伴い、消失する（キールはわずかに残る個体もいる）。左右の肛甲板のシームが明瞭。
C. g. galbinifrons　ベトナムモエギハコガメ
甲高が低い。背甲の色彩は黄色や黄褐色で、褐色の斑点や筋模様が入る。背甲の正中線上には暗褐色や褐色の太い縦縞が入る。腹甲の色彩は黒や暗褐色で、シーム沿いもしくは不規則に明色斑が入る個体もいる。
頭部背面に黒い斑点が入る個体が多い。
C. g. bourreti　ラオスモエギハコガメ
甲高がやや高い。背甲の色彩は灰褐色や黄褐色で、斑紋が入らないか不定形な薄暗褐色の斑紋が入る。背甲には正中線上に暗褐色や褐色の太い縦縞が入る。腹甲の色彩は淡黄色や薄灰色で、甲板ごとに黒や暗褐色の斑紋が入る。
頭部背面に斑紋が入らない個体が多い。
C. g. picturata　カンボジアモエギハコガメ
甲高が高い。背甲の色彩は黄色や黄褐色で、褐色の筋模様が入る。背甲には正中線上に褐色の太い縦縞が入り、背甲の外側が褐色の個体もいる。腹甲の色彩は淡黄色で、甲板ごとに黒や暗褐色の斑紋が入る。
頭部背面に暗褐色の細かい虫食い状の斑紋が入る。

## 分類
亜種ラオスモエギハコガメの亜種小名bourretiは本種を記載したRené Léon Bourretへの献名。
ドーム状の背甲や発達した蝶番、頭骨の形態、陸棲傾向が強い事から、本種とセマルハコガメでオカハコガメ属Cistoclemmysを形成する説もあった。分子系統学的解析から本種とセマルハコガメが単系統群ではないことが判明したため、オカハコガメ属を認めない説が有力。
3亜種に分かれ、亜種カンボジアモエギハコガメを独立種とする説もある。過去には海南島の個体群を上顎の先端が尖らない亜種ハイナンモエギハコガメC. g. hainannensisとする説もあったが、単に上顎が摩耗した可能性があること、大陸部の個体群と海南島の個体群の間に明瞭な差異がないとされることから基亜種のシノニムとする説が有力。本種とヒラセガメの飼育下で交配されたと思われる種間雑種が、海南島に分布する亜種ノコヘリモエギハコガメC. g. serrataとして記載されたこともある（亜種ノコヘリモエギハコガメの学名は抹消された）。一方で識別形態が不明瞭であったり中間型の個体が見られること、詳細な模式産地が不明なこと、亜種ラオスモエギハコガメを基亜種のシノニムにする説もあるなど、残る亜種の有効性も疑問視する説もある。
- Cuora galbinifrons galbinifrons　Bourret, 1939　クロハラモエギハコガメ、ベトナムモエギハコガメ　Vietnam box turtle
- Cuora galbinifrons bourreti　Obst & Reimann, 1994　ラオスモエギハコガメ　Bourret's box turtle
- Cuora galbinifrons picturata　Lehr, Fritz & Obst, 1998　カンボジアモエギハコガメ　Cambodia box turtle

## 生態
山地や丘陵（海南島では低地にも）にある森林や下生えが密生した藪地などに生息する。
食性は雑食。
繁殖形態は卵生。飼育下では1回に1-3個の卵を産んだ例がある。卵は28-29℃の環境下で65日、72日で孵化した例がある。

## 人間との関係
中華人民共和国では食料や薬用とされる。
開発による生息地の破壊、食用や薬用、ペット用の乱獲などにより生息数が激減している。生息地では保護の対象とされている。
ペットとして飼育されることもあり、日本にも輸入されている。神経質なことに加え輸送状態が悪かったため、飼育難易度の高い種とされていた。2000年にハコガメ属全種がワシントン条約附属書IIに掲載されたため、流通量は減少した。
日本国内では2004年に札幌市円山動物園が初めて飼育下繁殖に成功した。

## 画像

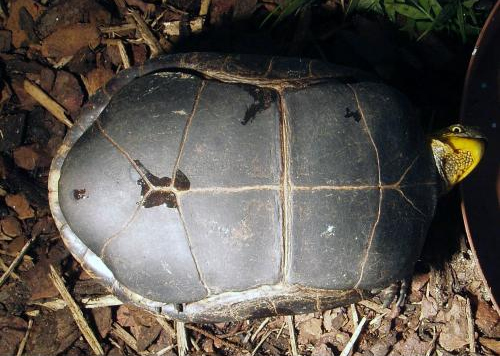
基亜種の腹甲
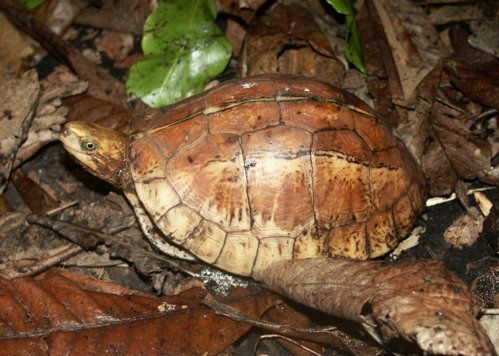
亜種ラオスモエギハコガメ C. g. bourreti
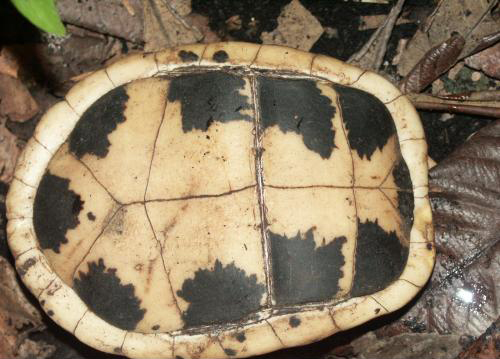
亜種ラオスモエギハコガメの腹甲